# Trichiomorphus gracilipes
Trichiomorphus gracilipes är en skalbaggsart som beskrevs av Thierry Bourgoin 1919. Trichiomorphus gracilipes ingår i släktet Trichiomorphus och familjen Cetoniidae. Inga underarter finns listade i Catalogue of Life.